# Lotte Roosing
Charlotte Marie (Lotte) Roosing (Rotterdam, 22 juni 1876 – Utrecht, 17 maart 1963) was een Nederlandse alt.
Ze kreeg les van drie van de grootste zangeressen uit haar tijd: Cornélie van Zanten (Maatschappij tot Bevordering der Toonkunst), Aaltje Noordewier-Reddingius en Pauline de Haan-Manifarges. Ze trad als concertzangeres voornamelijk in Nederland op; een enkele keer in het buitenland. Haar carrière liep van ongeveer 1902 (optreden voor Rotterdamse Kunstkring met George Rijken) tot 1940. Ze was echter meer bekend als zangpedagoge aan de Kortenaerstraat te Rotterdam, waar ze onder andere kinderklassen operette liet uitvoeren. Ze gaf ook een jonge Ida Gerhardt muziekles. Na de Tweede Wereldoorlog gaf ze enkele jaren les in Winterswijk.
Matthijs Vermeulen, in de rol van muziekcriticus, omschreef haar stem als geschoeid op goede techniek en beheersing. Hij schreef dit in de Nieuwe Rotterdamsche Courant op 18 april 1911. Dit was naar aanleiding van een concert een dag eerder in het Concertgebouw met het Concertgebouworkest onder leiding van Evert Cornelis. Het zou wel bij dat ene optreden met dat orkest blijven.
Lotte Roosing was in de jaren 30 enige tijd bestuurslid van de afdeling Rotterdam van Soroptimist International, overigens samen met Alida Tartaud-Klein. Ze overleed in Utrecht, maar werd begraven op Algemene Begraafplaats Crooswijk, Rotterdam.
- Gemeinsame Normdatei: 1065410131
- Virtual International Authority File: 313438095
- WorldCat: E39PCjtdHM7Hd3TT9jH8KWpCYq